# Craveman
Craveman es un álbum de estudio del guitarrista estadounidense Ted Nugent, lanzado en el año 2002. El disco contiene material que iba a ser utilizado en un álbum de Damn Yankees que nunca se publicó titulado Bravo. La batería corrió a cargo de Tommy Clufetos, quién sería el baterista de Ozzy Osbourne y Black Sabbath posteriormente.

## Lista de canciones
Todas las canciones fueron escritas por Ted Nugent, excepto donde se indica.
1. "Klstrphnky" – 3:55
2. "Crave" (Blades, Nugent) – 6:19
3. "Rawdogs & Warhogs" – 3:37
4. "Damned If Ya Do" (Blades, Nugent, Shaw) – 4:21
5. "At Home There" (Brenden Lynch, Nugent, Greg Wells) – 3:49
6. "Cum N Gitya Sum-o-This" – 2:37
7. "Change My Sex" – 3:03
8. "I Won’t Go Away" (Damon Johnson, Nugent) – 5:32
9. "Pussywhipped" – 3:00
10. "Goin' Down Hard" (Mike Lutz, Nugent, Alto Reed) – 4:13
11. "Wang Dang Doodle" (Willie Dixon) – 2:58
12. "My Baby Likes My Butter on Her Gritz" (Marco Mendoza, Nugent) - 3:52
13. "Sexpot" – 3:11
14. "Earthtones" (Mendoza, Nugent) – 5:39

## Personal

### Músicos
- Ted Nugent - guitarra, voz
- Marco Mendoza - bajo
- Tommy Clufetos - batería